# Mieke Jaapies
Mieke Jaapies   (Wormerveer, 7 d'agost de 1943) és una piragüista d'aigües tranquil·les neerlandesa, ja retirada, que va competir durant les dècades de 1960 i 1970.
El 1968 va prendre part en els Jocs Olímpics d'Estiu de Ciutat de Mèxic, on va disputar dues proves del programa de piragüisme. En el K-2, 500 metres fou sisena, mentre en el K-1, 500 metres fou vuitena. Quatre anys més tard, als Jocs de Múnic, tornà a disputar les dues mateixes proves del programa de piragüisme. En el K-1, 500 metres guanyà la medalla de plata, mentre en el K-2, 500 metres fou setena.
En el seu palmarès també destaquen dues medalles de plata al Campionat del Món de piragüisme en aigües tranquil·les, el 1970 i 1971.